# Eufrozyna Mieszkówna
Eufrozyna Mieszkówna (ur. najpóźniej z końcem XII wieku, zm. 23 lub 25 maja, najwcześniej z początkiem XIII wieku) – księżniczka raciborska i opolska, a w latach 1210–1211 prawdopodobnie również krakowska, córka księcia Mieszka I Plątonogiego i Ludmiły (najprawdopodobniej pochodzącej z dynastii Przemyślidów).

## Życiorys

### Pochodzenie
Ojcem Eufrozyny był książę Mieszko I Plątonogi. Przypuszczalnie między 1170 a 1180 poślubił on Ludmiłę, która prawdopodobnie pochodziła z dynastii Przemyślidów. Badacze najczęściej identyfikują ją jako córkę albo Ottona III, księcia ołomunieckiego, i Durancji, albo syna powyższej pary, Włodzimierza, i jego (nieznanej z imienia) małżonki. Pojawiły się również odosobnione teorie, jakoby matka Eufrozyny była córką księcia czeskiego Sobiesława I i księżniczki chorwackiej Adelajdy, bądź też dzieckiem jednego z braci tegoż księcia. Z małżeństwa Mieszka i Ludmiły pochodziło najprawdopodobniej pięcioro dzieci: Kazimierz, Ludmiła, Agnieszka, Eufrozyna i Ryksa.
Eufrozyna urodziła się najpóźniej z końcem XII wieku. Była pierwszą przedstawicielką dynastii Piastów noszącą to imię. Nadanie tego miana córce Mieszka Plątonogiego nie zostało ostatecznie wyjaśnione. Przypuszcza się, że w dynastii piastowskiej mogło pojawić się ono za pośrednictwem babki macierzystej Eufrozyny, pochodzącej prawdopodobnie z dynastii Rurykowiczów. Jeżeli ową babką była Durancja, wówczas imię Mieszkówny nawiązywałoby do domniemanej siostry Durancji, Eufrozyny Mścisławówny (żony króla węgierskiego Gejzy II). Po niej imię to otrzymała jej bratanica, córka Kazimierza opolskiego, księżna kujawska.

### Związki z klasztorem w Rybniku

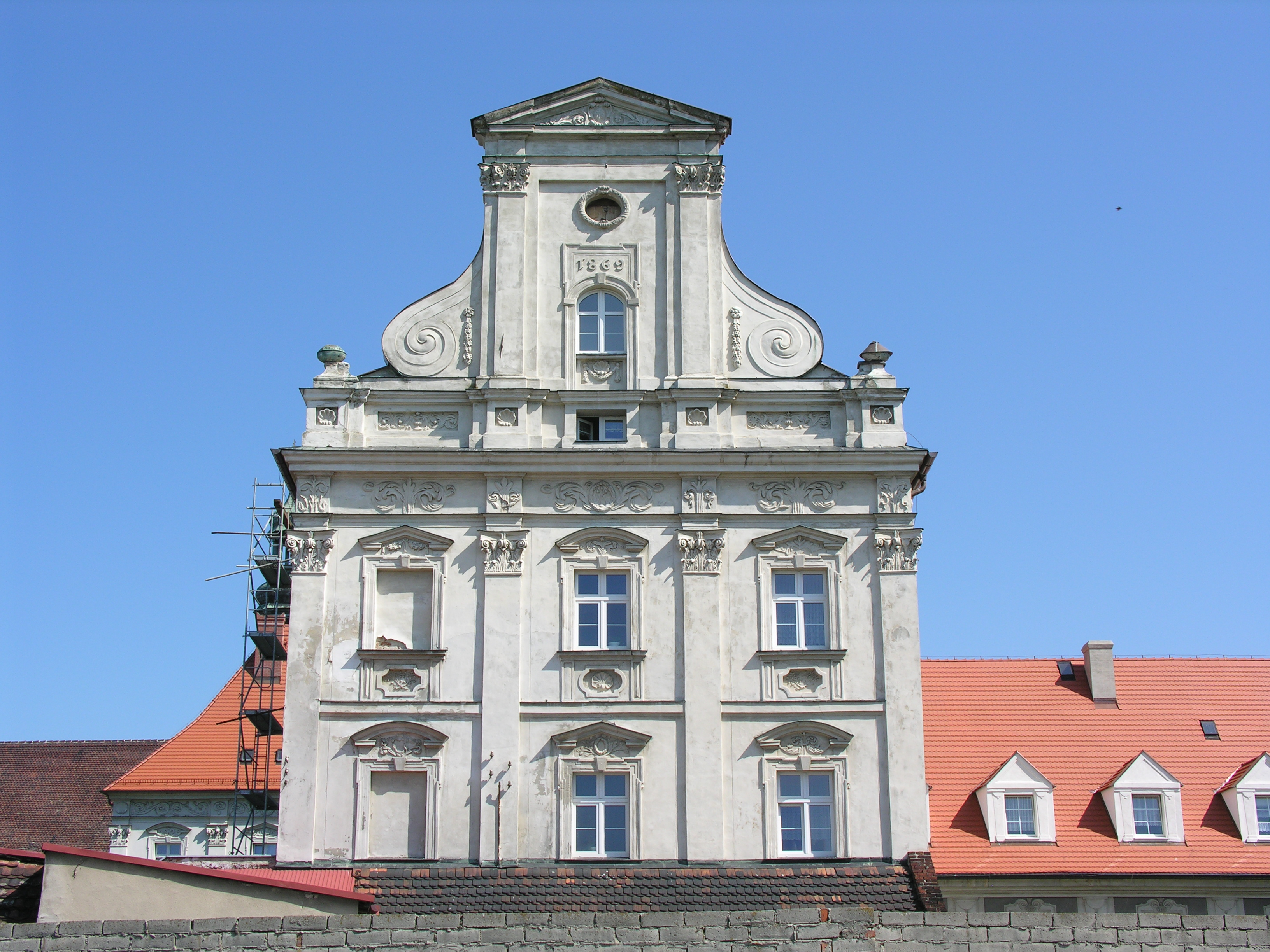
Klasztor w Czarnowąsach, ufundowany przez rodzinę Eufrozyny

Jedyne informacje na temat córek Mieszka i Ludmiły znajdują się w Nekrologu czarnowąskim. Pod datami dziennymi 14 stycznia, 9 maja i 25 maja zapisane zostały zgony trzech córek książęcych, odpowiednio: Ludmiły, Agnieszki i Eufrozyny. Źródło nazywa Ludmiłę i Agnieszkę dziedziczkami założonego z inicjatywy księżnej Ludmiły między 1203 a 1207 klasztoru w Rybniku koło Raciborza, następnie przeniesionego do Czarnowąsów. Nekrolog czarnowąski nie wymienia Eufrozyny jako dziedziczki konwentu, zapisując jedynie pod dniem 25 maja: „Euphrosina ducissa Mesconis filia” (łac.). Przypuszcza się, że księżniczka nie była bliżej związana z norbertankami i, będąc już osobą dorosłą, przebywała z dala od rybnickiego konwentu.

### Możliwe małżeństwo w Niemczech
Zdaniem części badaczy Eufrozyna zmarła jako hrabina niemiecka. Podstawą takiego przypuszczenia jest zapiska nekrologu żeńskiego klasztoru augustiańskiego w Derneburgu, obecnie w gminie Holle w Dolnej Saksonii, umieszczona pod datą 23 maja: „(E)uffrosina polonika et cometissa obiit coma [?]” (łac.).
Zapiskę powyższą po raz pierwszy odniosła do Eufrozyny XIX-wieczna historiografia niemiecka. W historiografii polskiej początkowo podchodzono do tej identyfikacji sceptycznie. Obecnie jednak również polska literatura utożsamia obie Eufrozyny. Badacze zwracają uwagę na zbieżność imion, dat zgonów i pochodzenia obu kobiet. Prawdopodobnie księżniczka została żoną jednego z saskich grafów. W owych czasach największymi dobroczyńcami klasztoru w Derneburgu byli hrabiowie Wöltingerode i Woldenbergu. Pierwszy z tych rodów miał jednak własny klasztor w samym Wöltingerode, toteż przypuszcza się, że mężem Eufrozyny został nieznany bliżej hrabia z Woldenbergu.
Według ustaleń historyków Eufrozyna opolska zmarła 23 lub 25 maja nieznanego roku w XIII wieku.